# China Pacific Insurance
China Pacific Insurance est une compagnie d'assurance dont le siège social est situé à Shanghai en Chine. Elle est la troisième plus grande entreprise d'assurance du pays.